# Mauro Leguiza
Mauro Emilio Leguiza (Lapachito, Provincia de Chaco, Argentina; 14 de agosto de 1993) es un futbolista argentino. Juega de arquero y su equipo actual es Gimnasia y Tiro de Salta que disputa el Torneo Federal A.

## Trayectoria
Surgido de las inferiores de la Comisión de Actividades Infantiles, en 2012 hizo su debut como jugador profesional y al poco tiempo obtuvo su primer título al lograr ganar la temporada 2012-13 del Argentino B.
En 2015, fue fichado por Gimnasia y Esgrima de Mendoza para disputar la Primera B Nacional.
En 2016, fichó por Deportivo Madryn para disputar el Torneo Federal A 2016.

## Clubes
| Club                   | País      | Año           |
| ---------------------- | --------- | ------------- |
| CAI                    | Argentina | 2012-2014     |
| Gimnasia y Esgrima (M) | Argentina | 2015          |
| Deportivo Madryn       | Argentina | 2016- 2023    |
| Ferrocarril Midland    | Argentina | 2024-presente |

## Palmarés

### Torneos nacionales
| Título             | Club | País      | Año     |
| ------------------ | ---- | --------- | ------- |
| Torneo Argentino B | CAI  | Argentina | 2012-13 |